# واروارا فیلیو
واروارا فیلیو (به انگلیسی: Varvara Filiou) ژیمناست زادهٔ ۲۹ دسامبر ۱۹۹۴ میلادی اهل کشور یونان است.